# Faver
Faver település Olaszországban, Trento megyében. Lakosainak száma 849 fő (2015). Faver Cembra, Segonzano, Valda és Salorno községekkel határos.

## Népesség
A település népességének változása:

| 2015 | 849 |